# بو هاپکینز
بو هاپکینز (انگلیسی: Bo Hopkins؛ زادهٔ ۲ فوریهٔ ۱۹۳۸ – ۲۸ مهٔ ۲۰۲۲) بازیگر اهل ایالات متحده آمریکا بود.
از فیلم‌ها یا برنامه‌های تلویزیونی که وی در آن نقش داشته‌است، می‌توان به ماچو کالاهان، قطار سریع‌السیر نیمه‌شب، دیوارنویسی آمریکایی، دور برگردان، گریز، سایه، رعد و برق سفید، ترقی گاوچران، تصنیف جو کوچولو و جنوب بهشت، غرب جهنم اشاره کرد.